# میرزا اسماعیل‌خان رحیم‌زاده
میرزا اسماعیل خان رحیم زاده از سیاستمداران ایرانی بود، که در دوره‌  هفتم بعنوان نماینده سنندج در مجلس شورای ملی حضور داشت.